# Asesinato de Rania Alayed
Rania Alayed (Siria, 1988-Ciudad de Salford, Inglaterra; 7 de junio de 2013) era una joven siria de 25 años, madre de tres hijos, que fue asesinada por su marido en junio de 2013. Las autoridades describieron el episodio como un crimen de honor, afirmándose que fue asesinada por intentar independizarse de su marido y someterse a la occidentalización. Sus restos nunca fueron encontrados.

## Antecedentes
De ascendencia palestina, creció en campos de refugiados en Siria, donde conoció a su marido, Ahmed Al-Jatib, con el que se casó a los 15 años. Al-Jatib, herrero de profesión y nueve años mayor que Alayed, se mostró violento con ella desde muy pronto.
En febrero de 2005, la pareja se trasladó al Reino Unido, instalándose primero en Norton (Teesside), antes de trasladarse a Mánchester.
Según el testimonio ante el Tribunal de la Corona de Manchester, tras el traslado a Inglaterra Al-Khatib se volvió cada vez más celoso y controlador de Alayed y la sometió durante años a violencia doméstica y sexual. En enero de 2013, lo denunció a la policía por maltrato doméstico, obtuvo una orden de no maltrato y se trasladó a un albergue para personas sin hogar, desde donde ella y sus hijos fueron realojados posteriormente en Cheetham Hill, en marzo de 2013.
Tras la separación, tomó clases de inglés en el Openshaw College, hizo nuevos amigos y «abrazó» su nueva vida; Al-Khatib residía con su familia en la cercana localidad de Gorton.
La pareja tuvo tres hijos, dos niños y una niña, y llevaban separados sólo unos meses en el momento de su muerte, a los 25 años.

## Crimen
El 7 de junio de 2013, por instigación de su marido, del que estaba separada, Alayed fue a casa de su cuñado en Salford. Según Al-Khatib, debía dejar a sus hijos con él durante el fin de semana y discutir planes para el cuidado de los niños. Antes de la llegada de Alayed, Muhanned, el hermano de Al-Khatib, había echado a su pareja y a sus hijos de la casa y, unos 45 minutos después de la llegada de Alayed, fue visto abandonando la casa él mismo, llevándose a sus hijos. Al-Khatib se marchó poco después, vistiendo parte de la ropa de la joven en un intento de dar la impresión de que ella había abandonado la propiedad con vida. A su regreso, metió su cadáver en una maleta, que fue transportada en la autocaravana de Muhanned y trasladada a un lugar de enterramiento desconocido.
Tras matar a Alayed, Al-Jatib accedió a sus cuentas en las redes sociales y envió mensajes a su familia haciéndose pasar por ella y afirmando que se había trasladado a Turquía. Muhanned dio su teléfono móvil a un conocido que viajaba a Turquía e hizo que enviaran mensajes de texto a su padre desde allí para decirle que iba a volver a casarse. Los amigos expresaron su preocupación por el bienestar de Alayed cuando no acudió a una reunión el 8 de junio, y esta información fue transmitida por la policía de Cleveland a la policía del Gran Mánchester al día siguiente. Sin embargo, no fue hasta el 2 de julio, y tras una llamada telefónica de su tío en el Líbano, cuando fue tratada oficialmente como persona desaparecida.
Al ser interrogado el 3 de julio de 2013, Al-Khatib afirmó que no había visto a Alayed desde hacía meses y que pensaba que vivía en Turquía o Siria, pero fue debidamente detenido el 4 de julio bajo sospecha de asesinato y, poco después, Muhanned se puso en contacto con la policía y admitió que Alayed estaba muerta. Afirmó que sus restos estaban enterrados cerca de un apartadero de la A19 y Al-Khatib dio una versión similar, afirmando que la había enterrado cerca de la A19 en Thirsk. La búsqueda de los restos de Alayed abarcó un tramo de 19 millas de la A19 y en ella participaron dos fuerzas policiales, equipos de los Reales Ingenieros y de la RAF, junto con perros rastreadores especializados, botánicos forenses y arqueólogos. La búsqueda se suspendió en septiembre de 2013, sin éxito.

## Juicio
Ahmed Al-Khatib fue juzgado, junto con sus hermanos Hussain y Muhanned, en el Tribunal de la Corona de Mánchester en abril de 2014. Presentó la defensa parcial de responsabilidad disminuida, alegando que padecía una enfermedad mental y que había matado a Alayed en defensa propia cuando esta se le apareció en forma de «aparición maligna», o djinn. Durante el juicio, en un intento de convencer al jurado de que estaba enfermo, se balanceó de un lado a otro, se golpeó repetidamente la cabeza contra el banquillo de los acusados y atacó tanto a un intérprete como a su hermano.
Su defensa fue rechazada y fue declarado culpable de asesinato:

Es posible que nunca se sepa cómo mató a Rania, pero creo que es probable que la estrangulara o la asfixiara; sus acciones después de asesinar a Rania no mostraron ningún remordimiento: pensó que merecía morir [...] Su ridícula afirmación de que cuando mató a Rania actuó en defensa propia tras verla convertida en un demonio intentando estrangularle fue un insulto más a su memoria y a la inteligencia del jurado.

Fue condenado a cadena perpetua con una pena mínima de 20 años. Además, se declaró culpable de «pervertir el curso de la justicia» por trasladar el cadáver fuera de la vista de las autoridades.
Muhanned Al-Khatib fue absuelto de asesinato; se declaró culpable de «intención de pervertir el curso de la justicia». Su condena se redujo a tres años de cárcel porque la información que proporcionó contribuyó al procesamiento de sus hermanos.
Por su parte, Hussain Al-Khatib fue declarado culpable de «intento de desviar el curso de la justicia» y condenado a cuatro años de cárcel.

## Hechos posteriores
El caso de Alayed fue uno de los tres que en 2013 entraron dentro de la jurisdicción de la Policía del Gran Mánchester (GMP) y en los que una víctima conocida de malos tratos domésticos fue asesinada por su pareja. La Comisión Independiente de Quejas contra la Policía (IPCC), que tardó más de cuatro años en completar su investigación, encontró «preocupaciones muy serias» y «problemas recurrentes en los sistemas» en la forma en que la GMP manejaba los casos de violencia doméstica.
El IPCC determinó que varios miembros del personal de la GMP investigados por su gestión del caso de Alayed habían mostrado una actuación «deficiente» o «insatisfactoria». Sin embargo, ninguno fue sancionado por mala conducta.